# مرشد آقاباغ
مرشد آقا باغ (به ترکی استانبولی: Mürşid Ağa Bağ) (زاده ۲۶ ژانویه ۱۹۵۲) بازیگر ترکیه‌ای تلویزیون و سینما است. سریال حلالم کن  با نقش‌آفرینی وی در سال ۱۳۸۸ از شبکهٔ ۲ سیمای جمهوری اسلامی ایران پخش شد.